# Чичерин, Никита Геннадьевич
Ники́та Генна́дьевич Чиче́рин (18 августа 1990, Москва, СССР) — российский футболист, защитник.

## Карьера

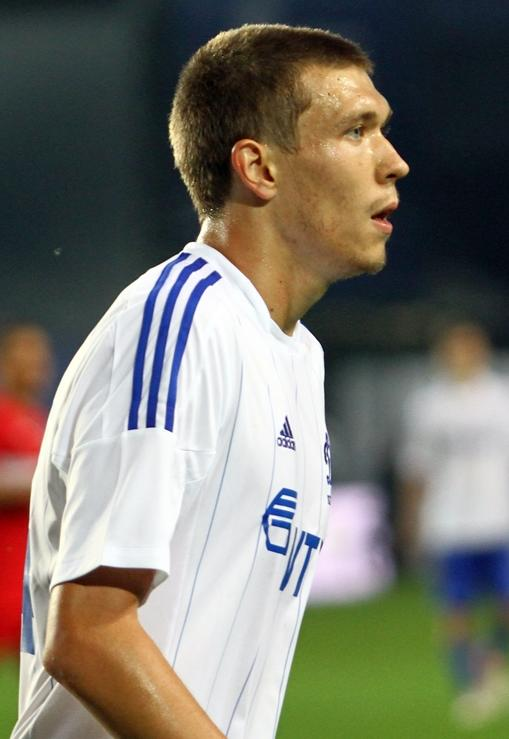
Чичерин в составе «Динамо».

Начал заниматься футболом в ДЮСШ «Крылатское». В «Динамо» — с 2004 года. С 2007 года играл за дублирующий состав. Дебютировал в основной команде 13 июля 2008 года в игре с «Локомотивом» 4:2.
Играл в аренде в «Химках», «Сибири» и «Волге».
10 декабря 2013 года расторг контракт с «Динамо».
В августе 2014 года подписал контракт с футбольным клубом «Томь». Дебютировал в составе томского клуба 31 августа в матче 1/32 кубка России с «Сибирью».
В феврале 2015 был отдан в аренду в «Сахалин»
В 2016 году перешёл в ФК «Енисей». В конце сезона 2016/17 перешел в «Кубань», но, так и не сыграв ни одного официального матча, вернулся в Красноярск.
Летом 2018 года перешёл в «Крылья Советов», дебютировал за них 31 июля 2018 года в матче против ЦСКА. После вылета «Крыльев Советов» из премьер-лиги перешёл в «Тамбов», за который провёл первую часть сезона-2020/21. После оказался в тольяттинский «Акроне», дебютировал за него 27 февраля 2021 года в гостевом матче с «Велесом». С августа того же года находился в нижнекамском «Нефтехимике», но сыграл за команду всего в двух матчах и зимой перебрался в таджикистанский «Истиклол».
В составе «Истиклола» сыграл 5 матчей в чемпионате, 6 матчей группового этапа Лиги чемпионов АФК 2022 и стал обладателем Суперкубка Таджикистана.
Участник 2-го сезона Медийной футбольной лиги в составе Goats.

## Карьера в сборной
Участник Чемпионата Европы по футболу среди молодёжных команд 2013 года.

## Достижения и награды
- Бронзовый призёр чемпионата России: 2008
- Обладатель Кубка Содружества: 2012
- Обладатель Суперкубка Таджикистана: 2022